# Herdgruben im Bloherfelder Anger
Die ab 2008 entdeckten Herdgruben im Bloherfelder Anger, einem etwa 10 ha großen Neubaugebiet in Oldenburg in Niedersachsen, stammen aus der mittleren Steinzeit (Mesolithikum). Sie zählen zu den ältesten im Oldenburger Land entdeckten und sind in ihrer Größenordnung für die Weser-Ems Region einmalig.

## Abgrenzung
Bei den im Jahre 1906 erstmals erkannten Gargruben (auch Kultfeuer- oder Feuerstellenplätze genannt) handelt es sich hingegen um ein Phänomen der jüngeren Bronze- und Eisenzeit in Großbritannien, Dänemark, Norddeutschland und Skandinavien. Sie sind in der Regel in Reihen angeordnet und an der Peripherie mit gebrannten Steinen versehen.

## Beschreibung
2008 wurden im Rahmen einer Voruntersuchung im nördlichen Teil die ersten 40 Feuerstellen entdeckt, in denen sich auch Feuersteinartefakte fanden. 2009 begannen die Ausgrabungen unter der Leitung der Archäologin Bettina Petrik. Inzwischen wurden weit über 400 Herdgruben entdeckt, die Holzkohle enthalten und den Jägern und Sammlern vermutlich zum Rösten der Nahrung dienten. Das ist die bisher größte Ansammlung von Herdgruben in Deutschland. Die Funde, zu denen 2100 Werkzeuge und Abschläge aus Feuerstein hinzu kommen, sind über 9.000 Jahre alt. Die große Anzahl lässt vermuten, dass der Bloherfelder Anger über einen längeren Zeitraum aufgesucht wurde.
Befunde einer Veränderung im Boden durch menschliche Aktivität sind zu dieser frühen Zeit die große Ausnahme. In Bloherfelde waren die Feuerstellen offenbar durch die Eschauflage geschützt. Ihre Lage in der Nähe der Haarenniederung auf einem kleinen, trockenen Sandrücken ist für die Gattung typisch. In der Weser-Ems Region sind 17 weitere Fundstellen mit mesolithischen Feuerstellen bekannt. Diese sind aber mit einer bis zehn Feuerstellen weitaus kleiner. Einen vergleichbaren Fundplatz gibt es in der Provinz Groningen Niederlande mit gut 500 Feuerstellen.